# Томилко, Клавдия Егоровна
Клавдия Егоровна Томилко — советский хозяйственный, государственный и политический деятель, Герой Социалистического Труда.

## Биография
Родилась в 1937 году в Вичуге. Член КПСС.
С 1955 года — на хозяйственной, общественной и политической работе. В 1955—1992 гг. — ткачиха на фабрике «Красный Профинтерн», ткачиха на фабрике им. Ногина, ткачиха на Черниговской фабрике химического волокна, ткачиха Черниговского камвольно-суконного комбината имени 50-летия Советской Украины.
Указом Президиума Верховного Совета СССР от 17 марта 1981 года за выдающиеся производственные достижения, досрочное выполнение заданий десятой пятилетки и социалистических обязательств, проявленную трудовую доблесть присвоено звание Героя Социалистического Труда с вручением ордена Ленина и золотой медали «Серп и Молот».
Делегат XXIV и XXVI съездов КПСС.
Умерла в Чернигове в 2020 году.